# Ernest Beaux

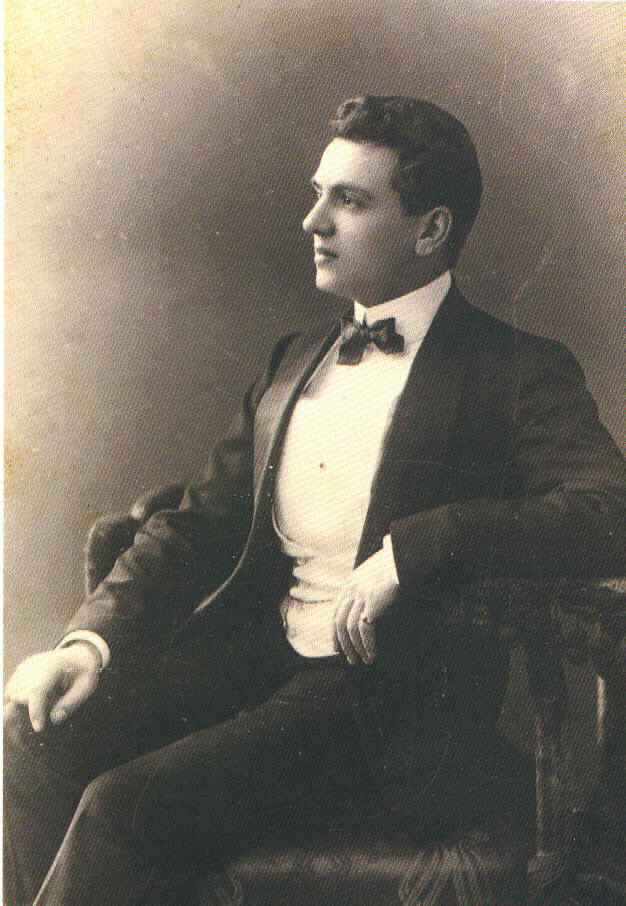
Ernest Beaux, um 1921

Ernest Beaux (russisch Эрнест Бо, * 8. Dezember 1881 in Moskau; † 9. Juni 1961 in Paris) war ein russischer und französischer Parfümeur, der vor allem durch seine Kreation von »Chanel Nº 5« (1921), dem vielleicht erfolgreichsten Duft aller Zeiten, bekannt ist.

## Leben
Ernest Beaux war der zweite Sohn des französischen Parfümeurs Edouard Beaux, der für die bedeutende russische Parfümfirma und den Hoflieferanten des Zaren Alphonse Rallet & Co. in Moskau arbeitete, die 1898 mit etwa 1500 Angestellten und 675 Produkten von der Grasser Firma Chiris gekauft wurde. Nach seiner Schulzeit machte Ernest Beaux 1898–1900 eine Lehre als Laborant in der Seifenfabrik von A. Rallet & Co. und wurde im Anschluss daran zum zweijährigen Wehrdienst nach Frankreich einberufen. 1902 kehrte er nach Moskau zurück und begann unter Rallets Chef-Parfümeur und technischem Direktor A. Lemercier seine Ausbildung zum Parfümeur, die er 1907 mit der Beförderung zum Senior-Parfümeur abschloss. Während seine Parfümeurs-Kollegen bei Rallet mit dem Ausbruch der Oktoberrevolution 1914 zu dem französischen Parfümhersteller Chiris nach Grasse, Frankreich, flohen, um dort weiterzuarbeiten, blieb Beaux von 1914 bis 1919 im Militärdienst und befehligte im folgenden Russischen Bürgerkrieg ein Gefangenenlager mit Bolschewisten auf der Halbinsel Kola in der Oblast Murmansk. Nachdem sie auf der Flucht vor der Oktoberrevolution auf einem Schiff nach Norwegen einen anderen Mann kennengelernt hatte, ließ sich seine erste Frau in Abwesenheit von ihm scheiden.

## »Bouquet de Catherine«
Ernest Beaux hatte seinen ersten großen Erfolg 1912 mit dem »Bouquet de Napoleon«, einem blumig ausgestalteten Kölnisch Wasser. Ein weibliches Pendant sollte aus Anlass des dreihundertjährigen Bestehens der Romanow-Zarendynastie folgen: Das »Bouquet de Catherine«, eine Hommage an Katharina die Große. Beaux studierte dazu das gerade erfolgreich lancierte »Quelques Fleurs« (Houbigant, 1912), in dem Robert Bienaimé als erster synthetische Aldehyde eingesetzt hatte. Da es keine Möglichkeit für Beaux gab, etwa mit einer GC-MS-Kopplung, herauszufinden, welche der äußerst potenten Aldehyde Bienaimé eingesetzt hatte und in welcher Dosierung, experimentierte Beaux mit einem 1:1:1 Komplex der Aldehyde C-10/C-11/C-12 und entdeckte dabei, dass dieser die Fettigkeit des natürlichen Rosen- und Jasmin-Öls neutralisiert. So erhöhte er wechselweise den Anteil an Aldehyden und Blumennoten von »Quelques Fleurs«. Das Resultat wurde als »Bouquet de Catherine« 1913 in Moskau von A. Rallet & Co. lanciert. Der Anfangserfolg war mäßig, und da dies der deutschen Abstammung Katharinas der Großen zugeschrieben wurde, wurde der Duft 1914 in »Rallet Nº 1« umbenannt. Durch die Wirren des Ersten Weltkrieges und der Oktoberrevolution hatte es jedoch auch »Rallet Nº 1« in Russland schwer.

## Chanel und N°5
Beaux kam Ende 1919 als einer der letzten früheren Rallet-Angestellten zu Chiris in deren Niederlassung in La Bocca (Stadtteil von Cannes) und nahm die Arbeit an »Rallet N°1« wieder auf, um die Formel an die bei Chiris vorhandenen Parfümrohstoffe anzupassen. Die Serien von Parfüms, aus denen Coco Chanel später die Nummer 5 auswählen sollte, sind mit großer Wahrscheinlichkeit diese Adaptionsversuche.
Da die Position des Chef-Parfümeurs bei Chiris durch Joseph Robert besetzt war und es somit für Ernest Beaux wenig Aufstiegsmöglichkeiten im Unternehmen gab, versuchte letzterer durch seine Kontakte zum emigrierten russischen Adel an Aufträge zu kommen. Durch den russischen Großfürsten Dmitri Pawlowitsch Romanow (1891–1942), den damaligen Liebhaber der aufstrebenden französischen Modeschöpferin Coco Chanel (1883–1971), konnte Beaux im Spätsommer 1920 im benachbarten Cannes ein Treffen arrangieren, bei dem er Mademoiselle Chanel seine bisherigen Arbeiten vorstellte. Als Weihnachtsgeschenk für ihre Kunden wählte Chanel den Flakon mit der Nr. 5 aus den Adaptationen von »Rallet N°1«. Als Beaux sie fragte, wie sie das Parfüm zu nennen gedenke, antwortete sie: „Ich lanciere meine Kollektionen jeweils am fünften Tag des fünften Monats, die Fünf scheint mir Glück zu bringen.“
Zunächst wurden nur 100 Flakons von »Chanel Nº 5« gefertigt, die 1921 gratis zu Weihnachten an die besten Chanel-Kundinnen verschenkt wurden. Die Nachfrage war aber in der Folge so groß, dass Coco Chanel sich 1922 entschied, den Duft offiziell zu lancieren und zu verkaufen. Beaux verließ Chiris 1922, um eine Vertretung für seinen Freund Eugene Charabot in Paris zu führen. »Chanel Nº 5« lief aber so gut, dass die Geschäftspartner von Coco Chanel, Théophile Bader (zudem damaliger Inhaber der Galeries Lafayette) und Pierre Wertheimer, Coco Chanel am 4. April 1924 die Rechte abkauften und Parfums Chanel gründeten, deren Chef-Parfümeur Beaux wurde und für die er in der Folge noch viele später berühmte Parfüms kreierte. Da Coco Chanel, die den wirklich großen Durchbruch erst 1925 mit dem Kleinen Schwarzen hatte, sich von Wertheimer übervorteilt fühlte, kämpfte Beaux nach dem Zweiten Weltkrieg noch einmal zusammen mit Coco Chanel gegen deren Geschäftspartner und kreierte Konkurrenzprodukte zu seinen eigenen Schöpfungen, unter anderem »Mademoiselle Chanel Nº 1« (1946), das Coco Chanel nur in ihren eigenen Geschäften anbot. Dies führte zu einigen Gerichtsprozessen, bis Wertheimer schließlich nachgab und Chanels Beteiligung aufstockte, ab 1954 aus Angst vor weiteren Alleingängen von Mademoiselle sogar die Wiedereröffnung ihres Haute Couture Hauses finanzierte.

## Kreationen
| - »Bouquet de Napoleon« (1912) - »Bouquet de Catherine« (1913) - »Rallet Nº 1« (1914) - »Rallet Le Gardenia« (1920) - »Chanel Nº 5« (1921) - »Chanel Nº 22« (1922/1926) - »Cuir de Russie« (1924) | - »Gardénia« (1925) - »Bois des Îles« (1926) - »Soir de Paris« (1929) - »Kobako« (1936) - »Mademoiselle Chanel Nº 1« (1946) - »Mademoiselle Chanel Nº 2« (1946) - »Premier Muguet« (1955) |